# António de Carvalhal Esmeraldo e Câmara
António de Carvalhal Esmeraldo e Câmara, também conhecido pelo pseudónimo literário Aónio (Ilha da Madeira, c. 1662 - Madeira, 1731), foi um poeta português.

## Biografia
António de Carvalhal Esmeraldo e Câmara era filho de Simão Gonçalves da Câmara e de Maria Correia, e neto de António de Carvalhal Esmeraldo. Descendente da família Carvalhal, da Ponta Delgada, a sua ascendência remonta a Manuel Afonso Sanha, escudeiro do infante D. Fernando. Desempenhou o cargo de vereador da Câmara Municipal do Funchal em 1727 e foi fidalgo cavaleiro da Casa Real, tendo ocupado alguns cargos na Misericórdia do Funchal. Tinha amizade próxima com Henrique Henriques de Noronha, a quem pediu a revisão da sua obra poética, Cithara de Aonio. O historiador acaba por lhe dedicar as suas Memórias Seculares e Eclesiásticas: “Meu amigo. Estaz Memorias que por obrigação dos Estatutos, se devem dedicar a El Rey, buzcam primeiro na vossa correcção, aquella decoreza (sic) emenda, com que devem aparecer em público reverentes; porque sahindo da minha mão informes, so assi consiguiram nas vossas, pella doutrina, o caracter que por minhas desmeresem.” António Carvalhal, na página seguinte, retribui com um soneto, que assina como "A. A. Edo."
O pseudónimo Aónio poderá dever-se à ligação com a cultura clássica, remetendo para a Aónia, região da Beócia, mitologicamente habitada por musas e deuses.
Ainda que no soneto 42 da sua obra Chitara de Aonio atribua a sua prisão em 1727 a motivos amorosos,  a realidade aponta mais no sentido de o encarceramento se dever a fortes desentendimentos com o Bispo do Funchal, D. Fr. Manuel Coutinho, a quem afrontou enquanto vereador. De facto , juntamente com seu sobrinho, António Correia Lomelino (então procurador do concelho), manifestou ideias contrárias às do prelado e conformes às da Câmara Municipal do Funchal, no que respeitava a diferentes interpretações de um edital sobre a procissão do Corpo de Deus na cidade. Com o consentimento de D. João V, que demorou cerca de três anos a pronunciar-se sobre o assunto, António Carvalhal, já muito doente, acabou por ser libertado, vindo a falecer em casa.
Teve um descendente, a 18 de outubro de 1700, o Padre Félix Lucas de Carvalhal Esmeraldo, que se dedicou à compilação, correção e comentários dos poemas de seu pai. Deste trabalho resultou um manuscrito de 626 páginas intitulado Cithara de Aonio, Poema Erótico Dividido em Seis Descantes (ou assuntos, que surgem tematicamente distribuídos em cânticos: “Requebros”, “Desprezos”, “Carinhos”, “Ciúmes”, “Delícias” e “Lágrimas”). O manuscrito esteve durante muito tempo na posse de António Aragão Correia (1921-2008), sendo depois depositado na Biblioteca Nacional. Desconhece-se qualquer outra obra produzida por António Carvalhal, além de sonetos dispersos. António Aragão refere a existência de três volumes do autor em latim e português, mas Félix Lucas de Carvalhal apenas diz no prefácio que “compondo com o natural furor e com o adquirido estilo nas Línguas Italiana, Castelhana, e na Portuguesa já em heroico e já em lírico Epitalâmios, Epicedios, Genetilíacos, Parenéticos, Epibaterions, Panegíricos, Perpenticons, Eucarísticos, Sotérias, e outras muitas obras como Festins, Loas, Bailes, Folias e Entremeses; de forma q. se fizesse coleção de todas as obras poéticas, que fez em vulgar, e em latim faria, sem encarecimento, ou duvida alguma, três grandes volumes”.